# Acmella grisea
Acmella grisea là một loài thực vật có hoa trong họ Cúc. Loài này được (Chodat) R.K.Jansen mô tả khoa học đầu tiên năm 1985.